# 6856 Bethemmons
6856 Bethemmons este un asteroid din centura principală de asteroizi.

## Descriere
6856 Bethemmons este un asteroid din centura principală de asteroizi. A fost descoperit pe 5 martie 1989 la Observatorul Palomar de Eleanor Francis Helin. Asteroidul prezintă o orbită caracterizată de o semiaxă mare de 2,37 ua, o excentricitate de 0,17 și o înclinație de 1,3° în raport cu ecliptica.